# Манселуш
Манселуш (порт. Mancelos)  —  район (фрегезия) в Португалии,  входит в округ Порту. Является составной частью муниципалитета  Амаранте. По старому административному делению входил в провинцию Дору-Литорал. Входит в экономико-статистический  субрегион Тамега, который входит в Северный регион. Население составляет 3504 человека на 2001 год. Занимает площадь 12,01 км².
Покровителем района считается Сан-Мартинью-де-Манселуш (порт. São Martinho de Mancelos). 